# Anjāvarūd
Anjāvarūd (persiska: انجاورود) är en ort i Iran.   Den ligger i provinsen Kermanshah, i den västra delen av landet, 500 km väster om huvudstaden Teheran. Anjāvarūd ligger 762 meter över havet och antalet invånare är 287.
Terrängen runt Anjāvarūd är huvudsakligen kuperad. Anjāvarūd ligger nere i en dal.Runt Anjāvarūd är det ganska glesbefolkat, med 38 invånare per kvadratkilometer. Närmaste större samhälle är Gīlān-e Gharb, 13,0 km söder om Anjāvarūd. Omgivningarna runt Anjāvarūd är i huvudsak ett öppet busklandskap.